# Китада, Каё
Каё Китада (яп. 北田 佳世; 7 июля 1978, Сирахама) — японская дзюдоистка суперлёгкой весовой категории, выступала за сборную Японии в первой половине 2000-х годов. Чемпионка летних Азиатских игр в Пусане, чемпионка Азии, бронзовая призёрша летней Универсиады в Пекине, победительница многих турниров национального и международного значения. Также известна как тренер по дзюдо.

## Биография
Каё Китада родилась 7 июля 1978 года в посёлке Сирахама префектуры Вакаяма. Активно заниматься дзюдо начала в возрасте десяти лет, позже проходила подготовку в студенческой команде во время обучения в Японском университете спортивных наук, который окончила в 2001 году.
Впервые заявила о себе в сезоне 2000 года, выиграв в суперлёгком весе бронзовую медаль на домашнем международном турнире в Фукуоке. Год спустя одержала победу на гран-при Севильи, получила серебро на международном турнире класса «А» в Будапеште и бронзу на международном турнире в Италии. Будучи студенткой, отправилась представлять страну на летней Универсиаде в Пекине и стала там бронзовой призёршей.
Первого серьёзного успеха на взрослом международном уровне добилась в 2002 году, когда попала в основной состав японской национальной сборной и побывала на командном чемпионате мира в Базеле, откуда привезла награду золотого достоинства, выигранную в суперлёгкой весовой категории. Кроме того, в этом сезоне стала чемпионкой Японии, выиграла серебряную медаль на международном турнире в Фукуоке и бронзовую медаль на этапе Суперкубка мира в Париже. Благодаря череде удачных выступлений удостоилась права защищать честь страны на летних Азиатских играх в Пусане, где в итоге взяла верх над всеми своими соперницами, в том числе над кореянкой Ким Ён Ран в финале.
В 2003 году Китада была лучшей на открытом турнире в Гамбурге, на Кубке Кодокан в Тибе и на международном турнире в Фукуоке. При этом на азиатском первенстве в корейском Чеджу вынуждена была довольствоваться серебряной наградой, поскольку в решающем поединке вновь встретилась с Ким Ён Ран и на сей раз уступила ей. В следующем сезоне одержала победу на Суперкубке мира в Париже, на открытом чемпионате Соединённых Штатов в Лас-Вегасе, на Кубке Кодокан в Тибе и на чемпионате Азии в Алма-Ате, где в финальном матче одолела представительницу КНДР Ли Кён Ок. Ещё через год добавила в послужной список золото с Суперкубка мира в Париже, серебро с Кубка Кодокан Тибе и с международного турнира в Фукуоке. Также заняла седьмое место на чемпионате мира в Каире, остановившись на стадии 1/8 финала после встречи с кубинкой Янет Бермой и затем в утешительных встречах проиграв титулованной румынке Алине Думитру. Последний раз показала сколько-нибудь значимые результаты на международной арене в сезоне 2006 года, когда выиграла бронзовые медали на Суперкубке мира в Гамбурге и в зачёте японского национального первенства. Вскоре по окончании этих соревнований приняла решение завершить карьеру профессиональной спортсменки и перешла на тренерскую работу.
Начиная с 2010 года работает тренером по дзюдо в додзё Хидэхико Ёсиды и в старшей школе Сутоку.